# Cercemaggiore
Cercemaggiore ist eine italienische Gemeinde (comune) mit 3616 Einwohnern (Stand 31. Dezember 2023) in der Provinz Campobasso in der Region Molise. Die Gemeinde liegt etwa 11,5 Kilometer südsüdöstlich von Campobasso. Cercemaggiore grenzt unmittelbar an die Provinz Benevento.